# MUTE BEAT
MUTE BEAT（ミュート・ビート）は、1982年に結成・1989年に解散した日本初のダブバンド。
ヨーロッパの賛美歌メロディーとマーチングバンド、ジャマイカのダブを組み合わせる独特のサウンドで世界中で評価される。バンドの特徴的なサウンドはアシッドジャズ、トリップ・ホップのそれを先取りしていた。

## 来歴
1982年、元ルード・フラワー、元ザ・スポイルのメンバー4人、小玉和文（こだま和文）（トランペット）、屋敷豪太（ドラムス ）、松元隆乃（ベース）、星浩明（トロンボーン）で結成。
桑原茂一が原宿に作ったクラブ「ピテカントロプス・エレクトス」を拠点にライブを行い、当時ピテカントロプス・エレクトロスのアシスタント・ミキサーだった宮崎泉（Dub Master X）が加入、ライブ・ダブ・バンドとしてのスタイルを確立。
1983年、ピテカントロプス・エレクトスが自主制作した8インチEP『MUTE BEAT』を発表。
初期のメンバーは流動的で、星、松元が脱退して、増井朗人（トロンボーン）、松永孝義（ベース）、元東京ブラボーの坂本みつわ（キーボード）が加入。
1985年、石井志津男のOVERHEAT MUSIC Inc.とアーティスト契約、解散まで同レーベルだった。カセット・マガジン「TRA」より60分カセット『Mute Beat TRA Special』を発表。当アルバムは1986年ニューヨークのインディーズ・レーベルROIRより『Japanese Dub』とタイトルを改めリリース。1990年には『No.0 Virgin Dub』とタイトルを改めCD化。
1986年、坂本みつわが脱退して朝本浩文（キーボード）が加入。OVERHEAT Recordsより12インチEP『MUTE BEAT』を発表。同12インチEPに収録された「COFFIA」はファミリーマートのCM曲としても使われ同年12月にリリースの12インチEP『Still Echo』はオーガスタス・パブロがメロディカで参加したミキシングであるが、MUTE BEATだけのミキシングもある。同時期にインクスティックにてJAGATARA、トマトス、S-KENとシリーズ・イベント「東京ソイソース」開催。
1987年3月、屋敷豪太がレコーディングに参加した『Organ's Melody』をリリース。5月には前述の12インチEP3枚をまとめてアルバム『STILL ECHO』としてリリース、6月には1stアルバム『FLOWER』リリース。同アルバムからシングルとして『HAT DANCE/Pain』をリリース。「HAT DANCE」はカンタス航空のCM曲に使用された。同年、ジャマイカのGladstone Andersonと青山スパイラルホールで共演。この映像は後にDVD化。渋谷CLUB QUATTROのオープニング公演としてスカタライツのサックス演奏者ローランド・アルフォンソと共演、ライブ盤『R.Alphonso meets MUTE BEAT』としてリリース。
1988年屋敷豪太脱退・渡英。後任に今井秀行（ドラムス）が正式加入。朝本浩文、増井明人の作曲による4枚目の12インチEP『Sunny Side Walk/A Stairwell』を3月リリース。2ndアルバム『LOVER'S ROCK』を6月にリリース。ルーツ・ラディックスと共演。
1989年に朝本浩文脱退。エマーソン北村（キーボード）、内藤幸也（ギター）が加入。今までの曲から選出、ジャマイカのダブの創始者リー・ペリーとキング・タビー、宮崎泉の3人がダブ・ミックスをしたアルバム『MUTE BEAT DUB WISE』をリリース。これはOVERHEATの石井志津男が企画したものであったが、当時の流通メーカーポニーキャニオンにリミックスの概念がなく、リリース不可との決定があったものの、限定盤の条件でリリースされた。新メンバーでアルバム『MARCH』、ライブ・アルバム『MUTE BEAT LIVE』と立て続けにリリース。初の北米ツアー（サンフランシスコ・ロサンゼルス・SOB's NY）敢行。帰国後、小玉和文が脱退表明。残ったメンバーで再始動する予定をOVERHEATが発行するフリーペーパー「Riddim」に告知。1度ライブを行ったが、その後解散した。
19年後の2008年に「Riddim」創刊25周年を記念して、LIQUIDROOMにて、小玉和文、増井明人、朝本浩文、松永孝義、屋敷豪太、宮崎泉という初期メンバーが集まり、伝説の一夜限りのライブが行われた。

## メンバー
- 小玉和文（こだま和文、1955年1月29日 - ） - トランペット
  - リーダー、結成時のメンバー、元ザ・スポイル、元ルード・フラワー
- 屋敷豪太（1962年2月26日 - ） - ドラムス
  - 結成時のメンバー、元ルード・フラワー、1988年に脱退
- 松元隆乃 - ベース
  - 結成時のメンバー、元ザ・スポイルのサポート・メンバー、元ルード・フラワー
- 星浩明 - トロンボーン
  - 結成時のメンバー、元ザ・スポイル
- 宮崎泉（Dub Master X 、1963年 - ） - ダブミックス
- 増井朗人（1963年10月21日[4] - ） - トロンボーン
- 松永孝義（1958年2月27日[5] - 2012年7月12日） - ベース
  - 2012年7月12日に肺炎のため死去。54歳没。

- 坂本みつわ - キーボード
  - 1986年に脱退。東京ブラボーのメンバーとしても活動。

- 朝本浩文（1963年11月20日 - 2016年11月30日） - キーボード
  - 坂本みつわ脱退後加入、1989年に脱退。2016年11月30日死去。53歳没。

- 今井秀行 - パーカッション、ドラムス
  - 屋敷豪太脱退後に加入

- エマーソン北村（1962年5月17日 - ） - キーボード
  - 元JAGATARA、THETRE BROOK。朝本浩文脱退後に加入。

- 内藤幸也 - ギター
  - 元SUPER BAD 。1989年に加入。

## ディスコグラフィー
MUTEアルバム
- 「Mute Beat TRA Special」（1985）
  - カセット・マガジン「TRA」から発表されたカセットテープ
- 「Japanese Dub」（1986）
  - 「Mute Beat TRA Special」をNYのインディーズ・レーベルROIRよりタイトルを改めリリース（カセットテープ）
- 「STILL ECHO」（1987）(OVERHEAT)
  - 「MUTE BEAT」「STILL ECHO」「ORGAN'S MELODY」 の12インチEP3枚をまとめたアルバム。MUTE BEATの音源はリミックス。2011年に楽曲追加とデジタルリマスタリングを施し再発売。
- 「FLOWER」（1987）(OVERHEAT)
- 「LOVER'S ROCK」（1988）(OVERHEAT)
- 「MUTE BEAT DUB WISE」（1989）(OVERHEAT)
  - ダブ・アルバム
- 「MARCH」（1989）(OVERHEAT)
- 「MUTE BEAT LIVE」 （1989）(OVERHEAT)
  - 北米ツアー、グラッドストーン・アンダースン、ローランド・アルフォンソとの共演など、1988年～1989年のライブ・アルバム
- 「No.0 Virgin Dub」（1990）
  - 「MUTE BEAT SPECIAL」（「Japanese Dub」）がタイトルを改めCD化、スタジオ録音、ピテカントロプス・エレクトスでのライブなどを収録
- 「DOCUMENT 1989 LIVE AT INKSTICK」（1996）
  - 1989年6月17日インクスティックでのライブを収録
- 「In Dub」（1996）
  - 「MUTE BEAT SPECIAL」（「Japanese Dub」、「No.0 Virgin Dub」）がタイトルを改めCD化、スタジオ録音、ピテカントロプス・エレクトスでのライブなどを収録
- 「Tribute To Roland Alphonso-R.ALPHONSO meets MUTE BEAT」（1999）(OVERHEAT)
  - ローランド・アルフォンソ追悼として発表された1988年共演ライブ・アルバム
- 「MUTE BEAT 14 ECHOES +1 20th Anniversary Edition」（2002）
  - ポニーキャニオンによる20周年記念アルバム。
  - メンバー及びOVERHEATは関与していない。
- 「THE BEST OF MUTE BEAT」（2011）(OVERHEAT)
  - 全メンバーが厳選した10曲、OVERHEATがボーナスで追加したグラッドストーン・アンダースンとのコラボレーション音源を加えた、全11曲を収録した初のベスト・アルバム

シングル
- 「MUTE BEAT」（1983）
  - ピテカントロプス・エレクトスが自主制作した8インチEP
- 「MUTE BEAT」（1986）(OVERHEAT)
  - 12インチEP
  - 後にSTILL ECHOに収録される際にリミックスされている。
- 「STILL ECHO」（1986）(OVERHEAT)
  - 12インチEP
- 「ORGAN'S MELODY」（1987）(OVERHEAT)
  - 12インチEP
- 「HAT DANCE / PAIN」（1987）(OVERHEAT) 
  - 7インチEP
- 「Something Special」（1987）
  - 日本のレーベルOVERHEATが初めてジャマイカでリリースしたグラッドストーン・アンダースン／MUTE BEAT名義の7インチEP
- 「SUNNY SIDE WALK」（1988）(OVERHEAT)
  - 12インチEP

DVD
- 「GLADDY meets MUTE BEAT」（2011）(OVERHEAT)
  - 1987年2月青山スパイラルホールで行われた、グラッドストーン・アンダースンとのセッションの模様を収録